# Tumpak
Tumpak is een bestuurslaag in het regentschap Centraal-Lombok van de provincie West-Nusa Tenggara, Indonesië. Tumpak telt 5073 inwoners (volkstelling 2010).